# Nelia hahni
Nelia hahni är en fjärilsart som beskrevs av Paul Mabille. Nelia hahni ingår i släktet Nelia och familjen praktfjärilar. Inga underarter finns listade i Catalogue of Life.